# Miraculum mirificum
Miraculum mirificum är en insektsart som beskrevs av Bolívar, I. 1903. Miraculum mirificum ingår i släktet Miraculum och familjen Episactidae. Inga underarter finns listade i Catalogue of Life.